# Diecezja Piedras Negras
Diecezja Piedras Negras (łac. Dioecesis Saxanigrensis) – diecezja Kościoła rzymskokatolickiego w Meksyku, sufragania archidiecezji Monterrey.

## Historia
8 stycznia 2003 roku papież Jan Paweł II konstytucją apostolską Sollicitus de spirituali erygował diecezję Piedras Negras. Dotychczas wierni z tych terenów należeli do diecezji Saltillo.

## Ordynariusze
- Alonso Gerardo Garza Treviño (2003–2024)
- Alfonso Miranda Guardiola (od 2024)